# J-DREAM ガイナーレ劇場
『J-DREAM ガイナーレ劇場』（じぇーどりーむ がいなーれげきじょう）は、山陰放送（BSSテレビ）で毎週金曜24:50 - 24:55（JST）に放送されていたJリーグ所属のガイナーレ鳥取の応援番組。ナレーター及び出演はタレントのMASAKO。

## 概要
JFL時代にSC鳥取がガイナーレ鳥取と名を変え、プロ化してJリーグ参入を目指したことを受けて放送開始された、ガイナーレ鳥取にとっては最初の応援番組。開始当初は「Road To J」というタイトル(当時のテレポート山陰でガイナーレ鳥取情報を伝えるコーナーと同名)で、2009年に「ガイナーレ劇場」のタイトルが新たに付され、Jリーグ参入後は現在のタイトルとなっている。
開始当初は山陰放送アナウンサーによるナレーションで放送され、放送曜日・時間も異なっていたが、2009年にガイナーレ鳥取に移籍加入したシュナイダー潤之介をMCに迎える形でリニューアルされ、同選手が同シーズン限りでガイナーレ鳥取を退団後に現在のMASAKOがナレーション及び顔出し出演を兼任するスタイルに本格的に移行した(MASAKOはシュナイダー時代からナレーションも担当)。
内容は選手または監督へのインタビューを中心に、試合回顧・イベント情報・キャンプ情報なども伝える。

## 出演

### 現在
- MASAKO (2009年はナレーション中心、2010年以降は本格的にMCも兼任。提供読みも担当)

### 過去
- 初期は前述のように山陰放送アナウンサーがナレーションを務めた。顔出し出演は行われなかった。
- シュナイダー潤之介 (現横浜FC。2009年のみMCを担当。現行番組タイトルは、彼が中心となってホームゲーム試合後に行われていたセレモニーにちなんで付けられた)